# Manager de l'année (Ligue majeure de baseball)
Le prix du Manager de l'année ou Gérant de l'année (anglais : Manager of the Year) est une récompense décernée tous les ans depuis 1983 aux meilleurs managers des ligues américaine et nationale de la Ligue majeure de baseball.
Les prix sont attribués après un vote des journalistes membres de l'Association des chroniqueurs de baseball d'Amérique (Baseball Writers' Association of America ou BBWAA). 32 journalistes prennent part au vote dans la Ligue nationale (2 par ville hébergeant une franchise) et 28 dans la Ligue américaine selon le même principe. Chaque journaliste classe trois managers de "sa" ligue. Le premier reçoit 5 points, le deuxième 3 points et le troisième 1 point. Le manager de chaque ligue avec le plus haut score remporte le prix.
Bobby Cox fut le premier manager à remporter le prix dans chaque ligue, d'abord avec les Blue Jays de Toronto en 1985, puis avec les Braves d'Atlanta en 1991. Depuis, Tony La Russa, Jim Leyland, Davey Johnson, Bob Melvin et Joe Maddon ont eux aussi remporté le prix dans chaque ligue.
Bobby Cox et Tony La Russa ont remporté quatre prix chacun, devant Dusty Baker, Jim Leyland, Bob Melvin, Lou Piniella, Buck Showalter et Joe Maddon avec trois prix chacun. En 2005, Bobby Cox est devenu le premier manager à remporter le prix deux saisons de suite.
Deux franchises n'ont pas encore eu l'honneur de ce prix : les Mets de New York et les Brewers de Milwaukee. Un record de cinq managers différents des White Sox de Chicago l'ont remporté.

## Liste de vainqueurs (1983-actuellement)

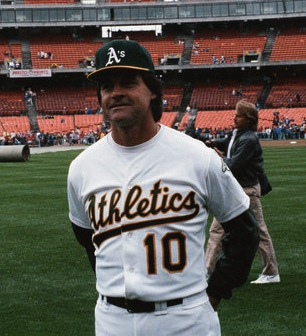
Tony La Russa a remporté quatre prix, dont deux avec les Athletics d'Oakland.

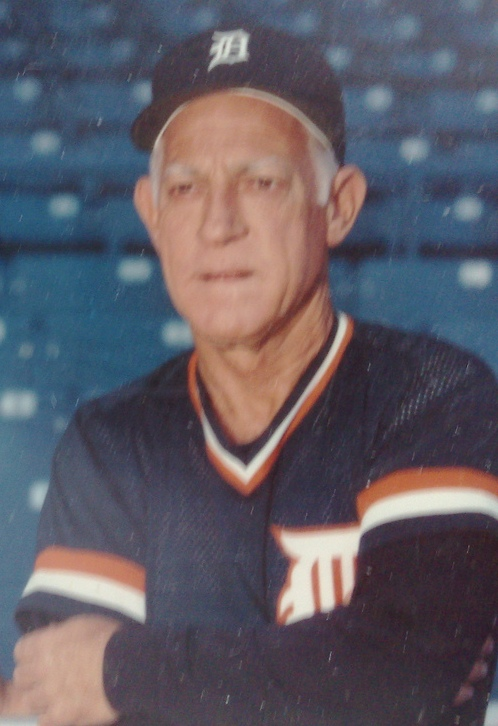
Sparky Anderson, récipiendaire avec les Tigers de Détroit champions de la Série mondiale 1984.

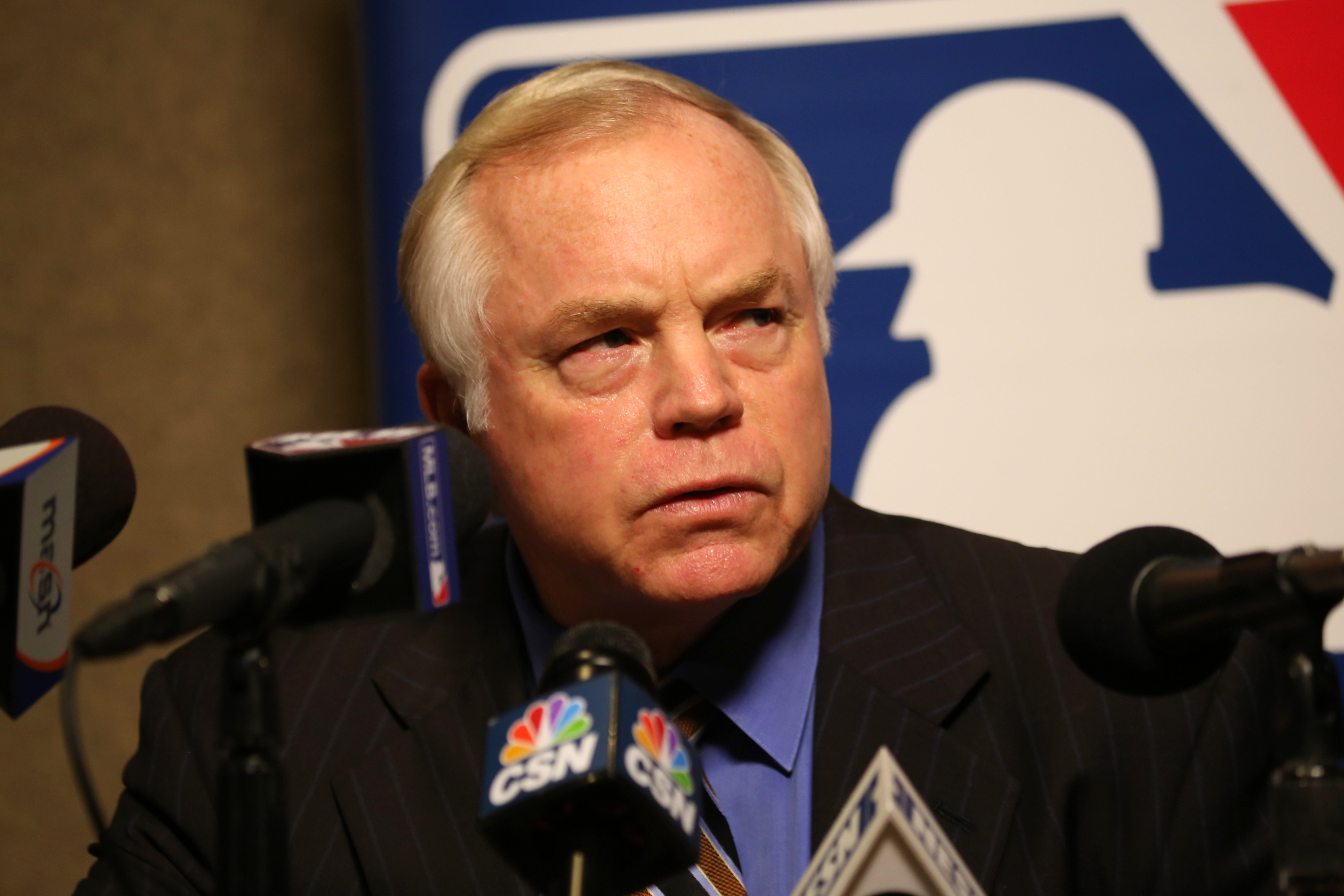
Buck Showalter, gagnant en 1994, 2004 et 2014.

### Ligue américaine
| Saison | Manager                | Équipe                               |
| ------ | ---------------------- | ------------------------------------ |
| 1983   | Tony La Russa          | White Sox de Chicago                 |
| 1984   | Sparky Anderson        | Tigers de Détroit                    |
| 1985   | Bobby Cox              | Blue Jays de Toronto                 |
| 1986   | John McNamara          | Red Sox de Boston                    |
| 1987   | Sparky Anderson        | Tigers de Détroit                    |
| 1988   | Tony La Russa          | Athletics d'Oakland                  |
| 1989   | Frank Robinson         | Orioles de Baltimore                 |
| 1990   | Jeff Torborg           | White Sox de Chicago                 |
| 1991   | Tom Kelly              | Twins du Minnesota                   |
| 1992   | Tony La Russa          | Athletics d'Oakland                  |
| 1993   | Gene Lamont            | White Sox de Chicago                 |
| 1994*  | Buck Showalter         | Yankees de New York                  |
| 1995   | Lou Piniella           | Mariners de Seattle                  |
| 1996   | Johnny Oates Joe Torre | Rangers du Texas Yankees de New York |
| 1997   | Davey Johnson          | Orioles de Baltimore                 |
| 1998   | Joe Torre              | Yankees de New York                  |
| 1999   | Jimy Williams          | Red Sox de Boston                    |
| 2000   | Jerry Manuel           | White Sox de Chicago                 |
| 2001   | Lou Piniella           | Mariners de Seattle                  |
| 2002   | Mike Scioscia          | Angels d'Anaheim                     |
| 2003   | Tony Pena              | Royals de Kansas City                |
| 2004   | Buck Showalter         | Rangers du Texas                     |
| 2005   | Ozzie Guillen          | White Sox de Chicago                 |
| 2006   | Jim Leyland            | Tigers de Détroit                    |
| 2007   | Eric Wedge             | Indians de Cleveland                 |
| 2008   | Joe Maddon             | Rays de Tampa Bay                    |
| 2009   | Mike Scioscia          | Angels de Los Angeles                |
| 2010   | Ron Gardenhire         | Twins du Minnesota                   |
| 2011   | Joe Maddon             | Rays de Tampa Bay                    |
| 2012   | Bob Melvin             | Athletics d'Oakland                  |
| 2013   | Terry Francona         | Indians de Cleveland                 |
| 2014   | Buck Showalter         | Orioles de Baltimore                 |
| 2015   | Jeff Banister          | Rangers du Texas                     |
| 2016   | Terry Francona         | Indians de Cleveland                 |
| 2017   | Paul Molitor           | Twins du Minnesota                   |
| 2018   | Bob Melvin             | Athletics d'Oakland                  |
| 2019   | Rocco Baldelli         | Twins du Minnesota                   |
| 2020   | Kevin Cash             | Rays de Tampa Bay                    |
| 2021   | Kevin Cash             | Rays de Tampa Bay                    |
| 2022   | Terry Francona         | Guardians de Cleveland               |
| 2023   | Brandon Hyde           | Orioles de Baltimore                 |

* En 1994, en raison d'une saison réduite par une grève des joueurs, les journalistes ont décidé d'attribuer les prix aux gérants des équipes en tête du classement de chaque ligue.

### Ligue nationale

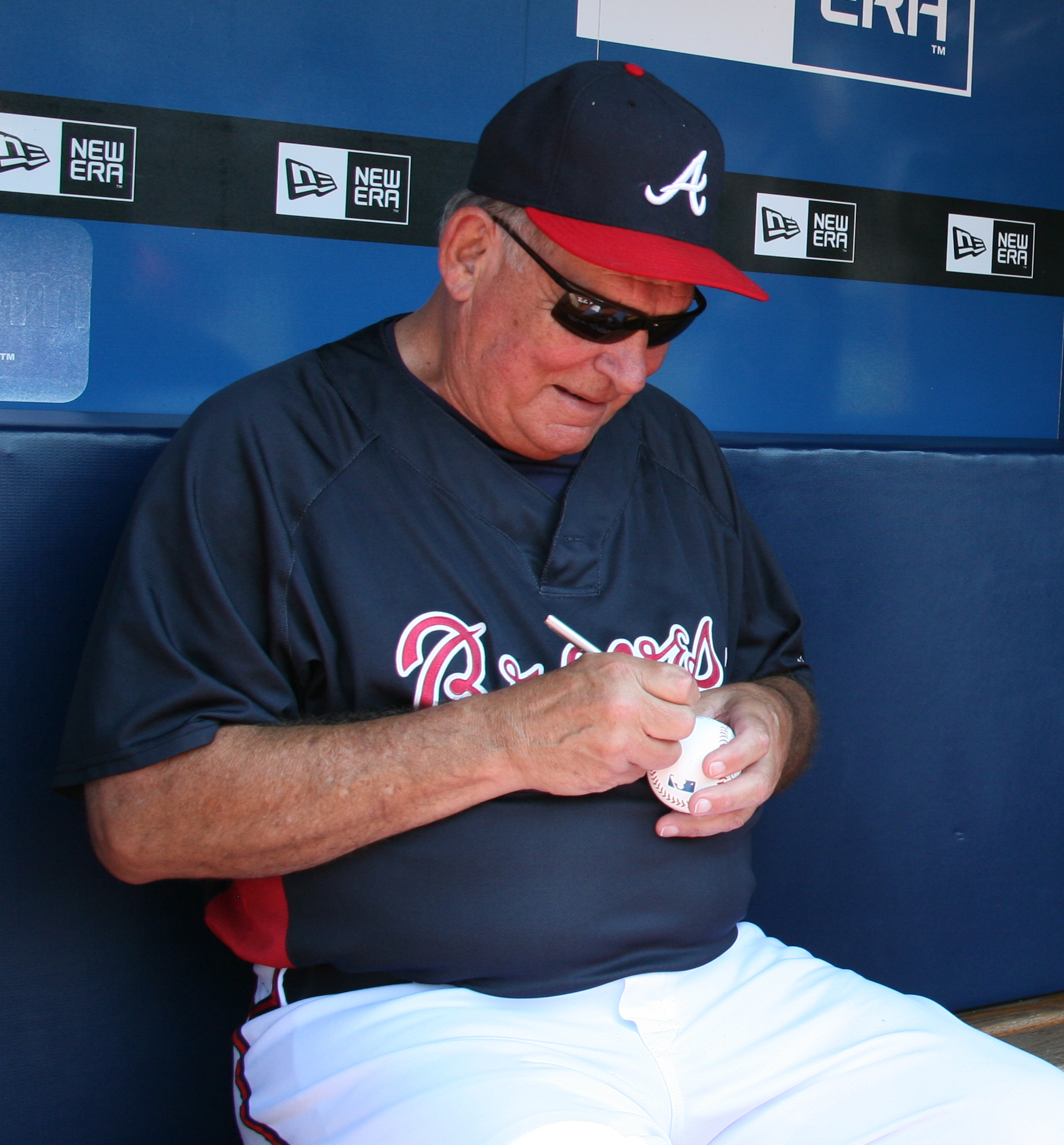
Bobby Cox remporte quatre fois le prix, le premier avec les Blue Jays de Toronto puis les trois autres avec les Braves d'Atlanta.

| Saison | Manager        | Équipe                    |
| ------ | -------------- | ------------------------- |
| 1983   | Tommy Lasorda  | Dodgers de Los Angeles    |
| 1984   | Jim Frey       | Cubs de Chicago           |
| 1985   | Whitey Herzog  | Cardinals de Saint-Louis  |
| 1986   | Hal Lanier     | Astros de Houston         |
| 1987   | Buck Rodgers   | Expos de Montréal         |
| 1988   | Tommy Lasorda  | Dodgers de Los Angeles    |
| 1989   | Don Zimmer     | Cubs de Chicago           |
| 1990   | Jim Leyland    | Pirates de Pittsburgh     |
| 1991   | Bobby Cox      | Braves d'Atlanta          |
| 1992   | Jim Leyland    | Pirates de Pittsburgh     |
| 1993   | Dusty Baker    | Giants de San Francisco   |
| 1994*  | Felipe Alou    | Expos de Montréal         |
| 1995   | Don Baylor     | Rockies du Colorado       |
| 1996   | Bruce Bochy    | Padres de San Diego       |
| 1997   | Dusty Baker    | Giants de San Francisco   |
| 1998   | Larry Dierker  | Astros de Houston         |
| 1999   | Jack McKeon    | Reds de Cincinnati        |
| 2000   | Dusty Baker    | Giants de San Francisco   |
| 2001   | Larry Bowa     | Phillies de Philadelphie  |
| 2002   | Tony La Russa  | Cardinals de Saint-Louis  |
| 2003   | Jack McKeon    | Marlins de la Floride     |
| 2004   | Bobby Cox      | Braves d'Atlanta          |
| 2005   | Bobby Cox      | Braves d'Atlanta          |
| 2006   | Joe Girardi    | Marlins de la Floride     |
| 2007   | Bob Melvin     | Diamondbacks de l'Arizona |
| 2008   | Lou Piniella   | Cubs de Chicago           |
| 2009   | Jim Tracy      | Rockies du Colorado       |
| 2010   | Bud Black      | Padres de San Diego       |
| 2011   | Kirk Gibson    | Diamondbacks de l'Arizona |
| 2012   | Davey Johnson  | Nationals de Washington   |
| 2013   | Clint Hurdle   | Pirates de Pittsburgh     |
| 2014   | Matt Williams  | Nationals de Washington   |
| 2015   | Joe Maddon     | Cubs de Chicago           |
| 2016   | Dave Roberts   | Dodgers de Los Angeles    |
| 2017   | Torey Lovullo  | Diamondbacks de l'Arizona |
| 2018   | Brian Snitker  | Braves d'Atlanta          |
| 2019   | Mike Shildt    | Cardinals de Saint-Louis  |
| 2020   | Don Mattingly  | Marlins de Miami          |
| 2021   | Gabe Kapler    | Giants de San Francisco   |
| 2022   | Buck Showalter | Mets de New York          |
| 2023   | Skip Schumaker | Marlins de Miami          |

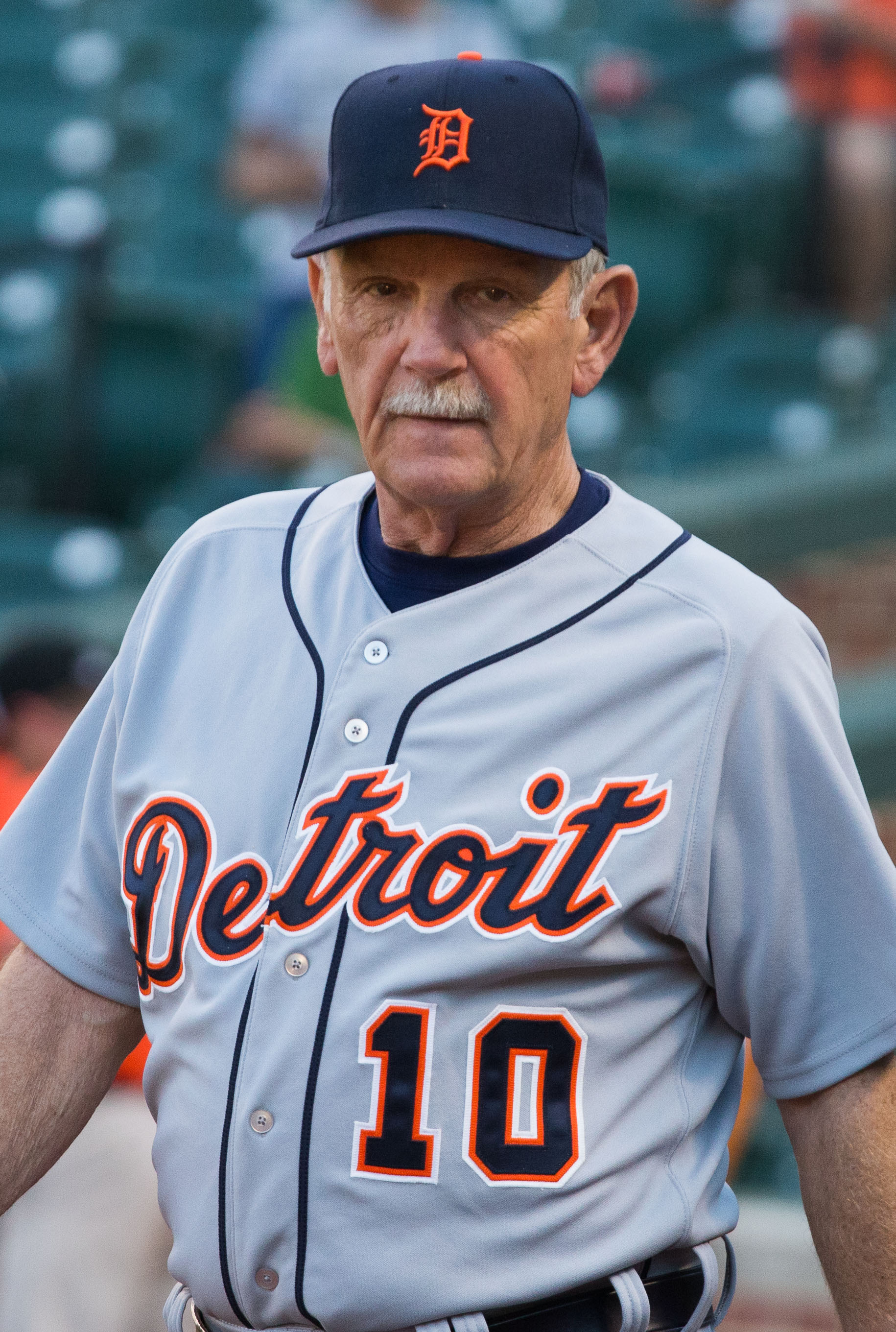
Jim Leyland gagne deux fois le prix de la Ligue nationale avec Pittsburgh et une fois dans la Ligue américaine avec Détroit.

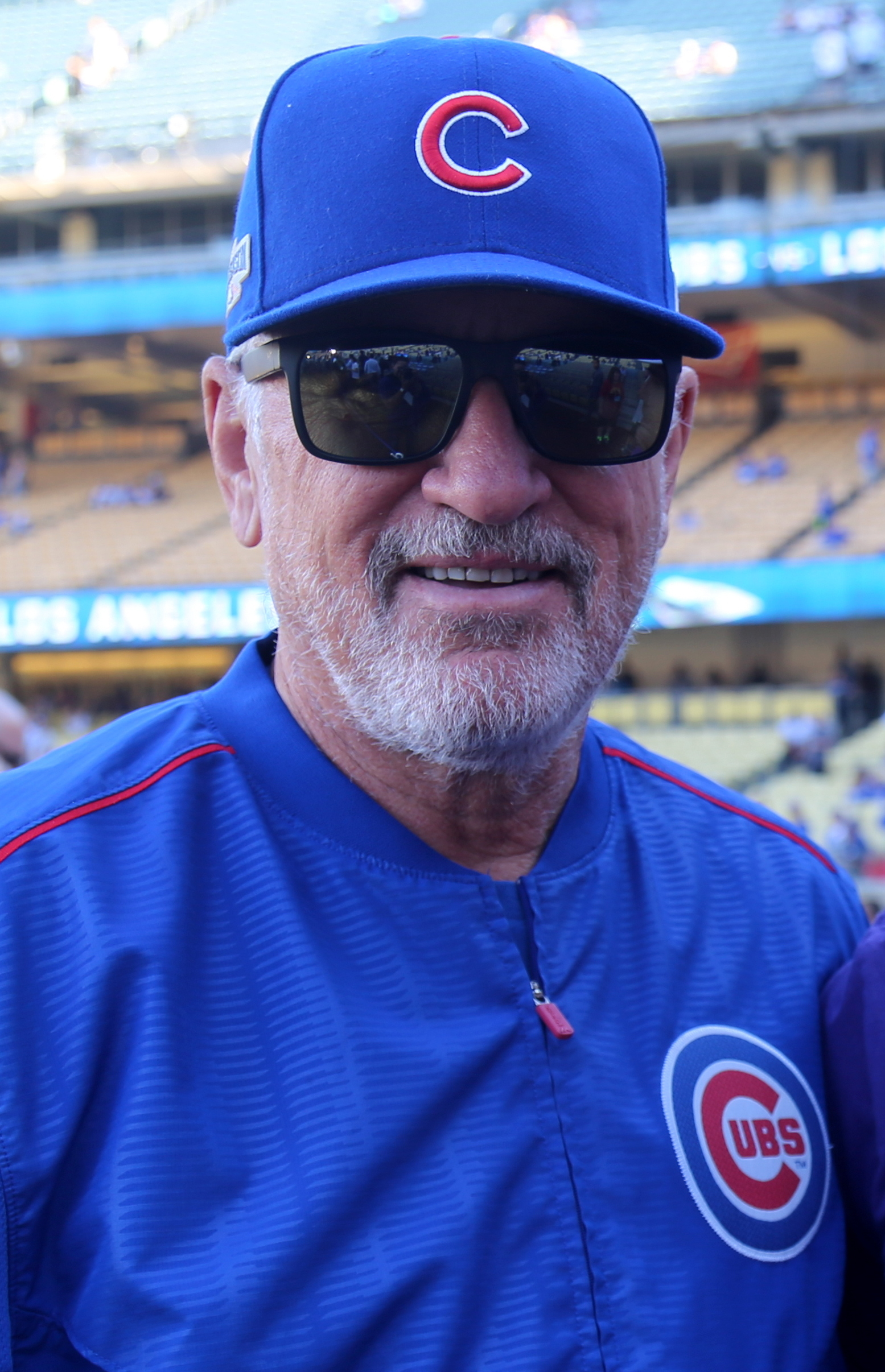
Joe Maddon est gérant de l'année avec les Rays de Tampa Bay en 2008 et 2011, puis en 2015 avec les Cubs de Chicago.

* En 1994, en raison d'une saison réduite par une grève des joueurs, les journalistes ont décidé d'attribuer les prix aux gérants des équipes en tête du classement de chaque ligue.

### Vainqueurs multiples
Mis à jour après la saison 2018 :
| Manager         | Prix |
| --------------- | ---- |
| Bobby Cox       | 4    |
| Tony La Russa   | 4    |
| Buck Showalter  | 4    |
| Dusty Baker     | 3    |
| Terry Francona  | 3    |
| Jim Leyland     | 3    |
| Joe Maddon      | 3    |
| Bob Melvin      | 3    |
| Lou Piniella    | 3    |
| Sparky Anderson | 2    |
| Davey Johnson   | 2    |
| Tommy Lasorda   | 2    |
| Jack McKeon     | 2    |
| Joe Torre       | 2    |

### Bilan par franchises
Mis à jour après la saison 2023 :
| Franchise                         | Prix |
| --------------------------------- | ---- |
| White Sox de Chicago              | 5    |
| Athletics d'Oakland               | 4    |
| Braves d'Atlanta                  | 4    |
| Cubs de Chicago                   | 4    |
| Giants de San Francisco           | 4    |
| Indians et Guardians de Cleveland | 4    |
| Marlins de Miami                  | 4    |
| Nationals de Washington           | 4*   |
| Orioles de Baltimore              | 4    |
| Rays de Tampa Bay                 | 4    |
| Twins du Minnesota                | 4    |
| Cardinals de St. Louis            | 3    |
| Diamondbacks de l'Arizona         | 3    |
| Dodgers de Los Angeles            | 3    |
| Pirates de Pittsburgh             | 3    |
| Rangers du Texas                  | 3    |
| Tigers de Détroit                 | 3    |
| Yankees de New York               | 3    |
| Angels de Los Angeles             | 2    |
| Astros de Houston                 | 2    |
| Mariners de Seattle               | 2    |
| Padres de San Diego               | 2    |
| Red Sox de Boston                 | 2    |
| Rockies du Colorado               | 2    |
| Blue Jays de Toronto              | 1    |
| Mets de New York                  | 1    |
| Phillies de Philadelphie          | 1    |
| Reds de Cincinnati                | 1    |
| Royals de Kansas City             | 1    |
| Brewers de Milwaukee              | 0    |

* Deux prix sur quatre remportés alors que la franchise était établie à Montréal.